# Aphelandra maculata
Aphelandra maculata är en akantusväxtart som först beskrevs av Tafalla och Christian Gottfried Daniel Nees von Esenbeck, och fick sitt nu gällande namn av Andreas Voss. Aphelandra maculata ingår i släktet Aphelandra och familjen akantusväxter. Inga underarter finns listade i Catalogue of Life.